# Quinsaloma (canton)
Quinsaloma est un canton d'Équateur situé dans la province de Los Ríos.